# Anigozanthos pulcherrimus
Anigozanthos pulcherrimus är en enhjärtbladig växtart som beskrevs av William Jackson Hooker. Anigozanthos pulcherrimus ingår i släktet Anigozanthos och familjen Haemodoraceae. Inga underarter finns listade.